# Никола Петканов
Никола Костадинов Петканов е български свещеник и революционер, деец на Вътрешната македоно-одринска революционна организация.

## Биография
Никола Петканов е роден в 1852 година в село Каваклия, Лозенград. Деец е за разпространение на българската писменост и църковнославянското богослужение. Взима участие в борбата за българска църковна независимост. Никола Петканов инициира строежа на голямата църква „Свети Константин и Елена“ в Каваклия. Осъден е от османските власти на заточение в 1877 година. Става революционер и влиза във ВМОРО. Участва заедно с цялото си семейство в Илинденско-Преображенското въстание от 1903 година. Негови синове са Димитър Петканов и Константин Петканов. Дъщеря му Митра е женена за Яни Попов. Никола умира на 8 юли 1926 година в Бургас.